# La'eeb
Laʿeeb (en árabe, لعيب, lit. jugador habilidoso; latinizado Laʿīb) fue la mascota de la Copa Mundial de la FIFA Qatar 2022. Es un kufiyya animado en forma infantil.  Fue presentado por la FIFA y el Comité Organizador el 2 de abril de 2022 en el video de introducción en el marco del sorteo final.

## Descripción
Laʿeeb representa una de las vestimentas típicas de Medio Oriente, pues es una kufiyya catarí que cuenta con su propio agal, ojos, cejas y boca y está decorado. Tiene aspecto fantasmagórico, al no poseer extremidades y además flotar, y se forma a partir del logotipo de la Copa Mundial de 2022. Es descrito como alguien «procedente de un metaverso de las mascotas, un universo paralelo que no se puede describir con palabras y cada uno puede imaginar como quiera. Laʿeeb anima a todos a creer en sí mismos». También se caracteriza «por su espíritu juvenil; esparciendo alegría y confianza por donde quiera que vaya».

## Controversias
Al representarse mediante una kufiyya (un objeto), y no como un animal, humano o fruta (las únicas mascotas así son Naranjito y Pique), como tradicionalmente se hacía, Laʿeeb desató burlas a través de las redes sociales, donde se le hicieron muchas comparaciones. Su aspecto fantasmagórico dio pie a relacionársele con Casper, con una servilleta, o con los Boos de la franquicia de Super Mario, y en un contexto más futbolístico, con el «fantasma del descenso».